# 4502 Elizabethann
4502 Elizabethann је астероид главног астероидног појаса чија средња удаљеност од Сунца износи 2,644 астрономских јединица (АЈ).
Апсолутна магнитуда астероида је 11,7.